# Takayuki Takayasu
Takayuki Takayasu (高安 孝幸 Takayasu Takayuki?), född 25 september 2001 i Okinawa prefektur, är en japansk fotbollsspelare.
Takayasu började sin karriär 2019 i Zweigen Kanazawa.